# Asociación de baloncesto de Corea del Sur
La KBA (por sus siglas en inglés Korea Basketball Association) es el organismo que rige las competiciones de clubes de Corea del Sur, así como la selección masculina y la Selección femenina. Pertenece a la asociación continental FIBA Asia.

## Registros
- 23 Clubes Registrados.